# Unione Sportiva Bagnolese 1921-1922
Questa voce raccoglie le informazioni riguardanti la Bagnolese nelle competizioni ufficiali della stagione 1921-1922.

## Divise
| Casa | Trasferta |

## Rosa
| N. |                   | Ruolo | Calciatore  |
| -- | ----------------- | ----- | ----------- |
| 1  | Italia (bandiera) | P     | Del Giudice |
|    | Italia (bandiera) | P     | Menditti    |
|    | Italia (bandiera) | P     | Vaccaro     |
|    | Italia (bandiera) |       | Zita        |
|    | Italia (bandiera) |       | Carrano     |
|    | Italia (bandiera) | D     | Manzoni     |
|    | Italia (bandiera) |       | Fumaiolo    |
|    | Italia (bandiera) | D     | Piccolo     |
|    | Italia (bandiera) | D     | Invorio     |
|    | Italia (bandiera) |       | Tiburzio    |
|    | Italia (bandiera) | A     | Piccirillo  |

| N. |                   | Ruolo | Calciatore |
| -- | ----------------- | ----- | ---------- |
|    | Italia (bandiera) | C     | Palmieri   |
|    | Italia (bandiera) | A     | Marra      |
|    | Italia (bandiera) |       | Pizzo      |
|    | Italia (bandiera) |       | Penco      |
|    | Italia (bandiera) | C     | Canterini  |
|    | Italia (bandiera) |       | Milanesi   |
|    | Italia (bandiera) |       | Gatti      |
|    | Italia (bandiera) |       | Repossi    |
|    | Italia (bandiera) |       | Buonanno   |
|    | Italia (bandiera) |       | Manfra     |